# Hornillo Primus

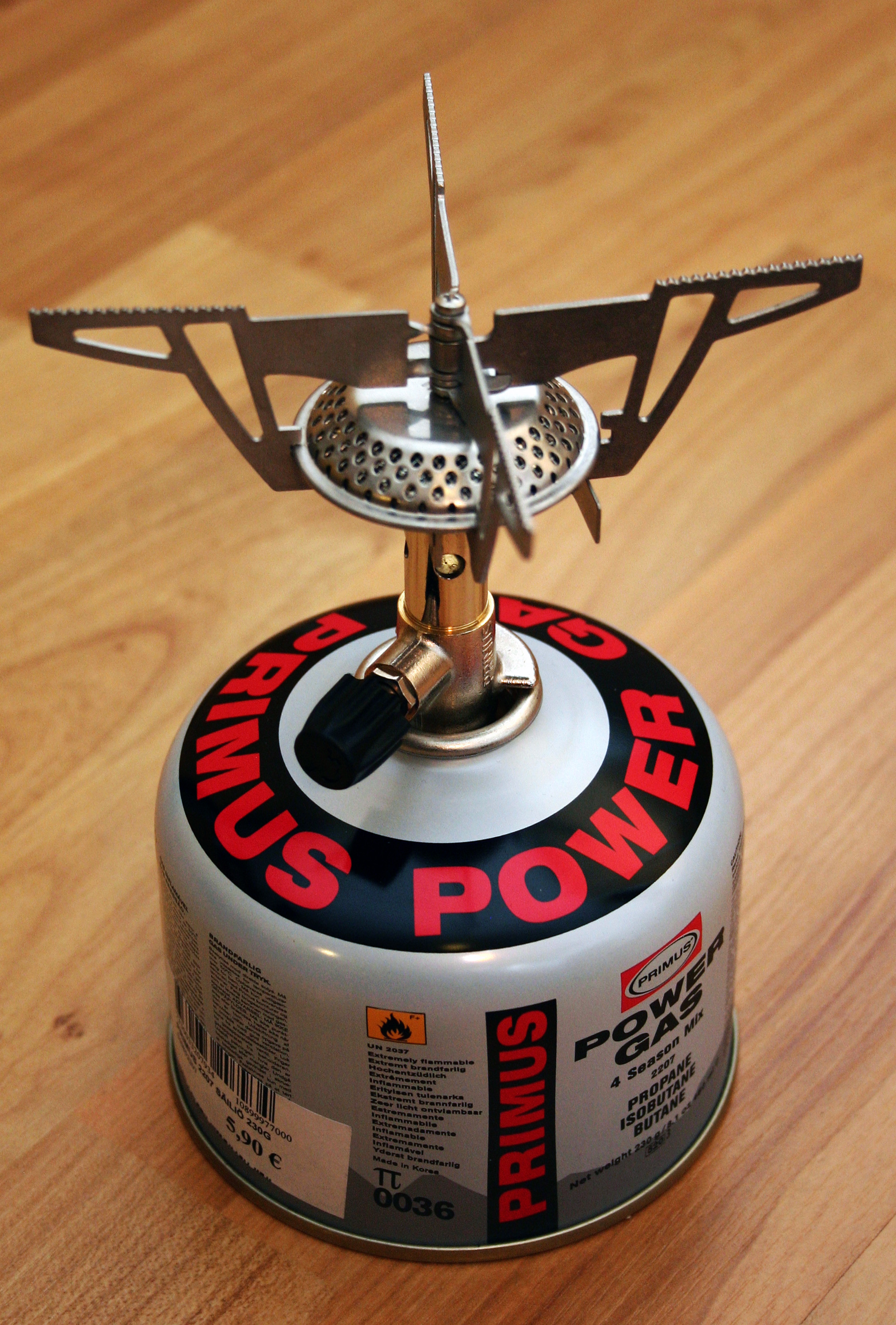
Hornillo Primus con cartucho de propano instalado.

El hornillo Primus fue el primer quemador para cocinar de queroseno a presión, que se le realizaba mediante una pequeña bomba manual.
Fue desarrollado en 1892 por Frans Wilhelm Lindqvist, un mecánico de una fábrica de Estocolmo, Suecia. 

## Origen
El hornillo se basó en el diseño de los sopletes de queroseno a presión; en su patente, Lindqvist protegía el quemador que colocó en la parte alta en lugar de hacia el exterior como en el soplete. El mismo año, Lindqvist se asoció con Johann Victor Svensson para crear la Fábrica de hornillos de queroseno de J.V. Svensson (J. V. Svenssons Fotogenköksfabrik) para la fabricación de las nuevas cocinas, que se vendieron bajo la marca Primus.
El primer modelo fue el hornillo N.º 1, que fue rápidamente seguido de un variado número de modelos de hornillo de diferentes tamaños. Poco después, B.A. Hjorth & Co. (posteriormente llamada Bahco), una empresa de herramientas e ingeniería con sede en Estocolmo, consiguió en 1889 los derechos exclusivos para vender los hornillos Primus. 
Entre los productos más destacados de Primus , están las cocinillas de campamento multicombustible (gas, diésel, bencina blanca, parafina), faroles, calefactores, linternas, tiendas de campaña, ollas portátiles y parrillas.

## Características
El eficiente hornillo Primus se ganó rápidamente una reputación de ser fiable y duradero aun dándole un uso diario, e incluso en condiciones adversas. Gracias a estas características y su poco peso, fue el hornillo elegido por Roald Amundsen para llevarlo con su expedición al Polo Sur en 1911, Richard Byrd lo llevó en su expedición al Polo Norte, y en 1897 en la expedición al Polo Norte de Andrée. El hornillo Primus también acompañó a George Leigh Mallory y a Tenzing Norgay al monte Everest en 1953, y a Sir Edmund Hillary. También acompañó a la expedición Kon-tiki.
Esto sirvió para promoverla internacionalmente, y consiguió mucho éxito en países no industrializados en Asia, África y América Latina, al reemplazar el uso de la leña en la preparación de comidas y, secundariamente, evitar la deforestación.[cita requerida]
Si bien muchas otras empresas hicieron hornillos portátiles con un diseño similar al Primus, este nombre se ha convertido en la denominación genérica para todos los hornillos del mismo tipo, sean del fabricante que sean.
La empresa sueca Primus forma parte del consorcio de fabricantes de productos de camping y exploración llamada Fenix Outdoor, junto con Fjällräven (mochilas y casacas), Tierra (ropas especiales), Hanwag (calzado) y Naturkompaniet (cadena de distribución).

### Construcción

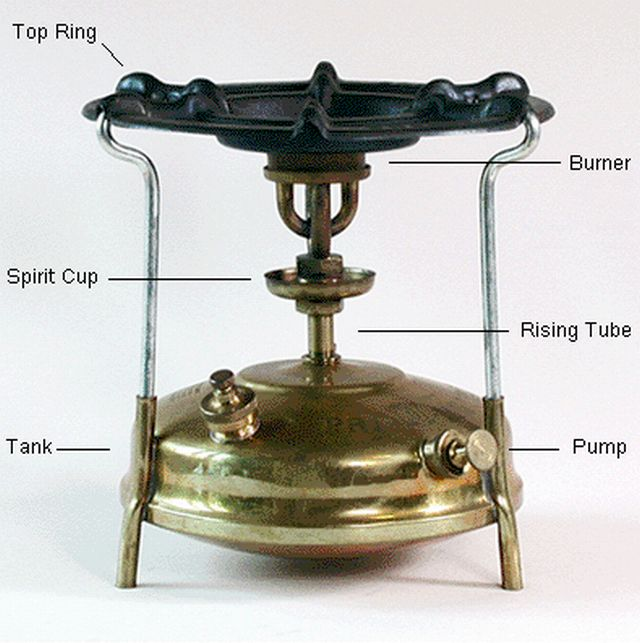
Componentes. Burner= quemador.

El modelo N.º 1 del hornillo Primus era de latón, con un depósito de combustible en la base, del que salía en vertical el tubo por el que subía el queroseno al quemador. Alrededor del quemador había una placa de acero sobre la que se colocaba el recipiente a calentar que quedaba por encima del quemador, la placa troquelada estaba sostenida por el extremo doblado de las tres patas de apoyo.
 
Los restantes modelos de hornillos Primus, podían ser más grandes o más pequeños, pero tenían el mismo diseño básico. El hornillo del modelo N.º 1 pesaba alrededor de 1 kilogramo y medía unos 20 centímetros (cm) de alto con un diámetro total de algo menos de 17 cm. El depósito era de unos 7 cm de alto con una capacidad de un poco más de 2 litros de queroseno, lo que daba para tenerlo encendido durante 4 horas.

## Funcionamiento

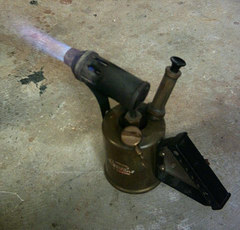
Soplete de queroseno a presión, en este tipo de sopletes se basó el diseño del hornillo Primus.

Para encender el hornillo había que calentar previamente el tubo de alimentación del quemador, lo que se hacía quemando alcohol en un pequeño recipiente metálico que había alrededor del tubo y debajo del quemador. Una vez calentado el tubo y por tanto el queroseno se encendía aprovechando subía porque el depósito estaba presurizado con aire que se inyectaba en él por medio de una bomba manual integrada en el depósito. El queroseno se vaporizaba y pulverizaba formando un chorro en el centro del quemador donde se mezclaba con el aire y ardía con una llama azul sin hollín. Aumentando la presión en el depósito la llama se hacía más grande, girando una pequeña llave, se reducía la presión, consiguiendo de esta forma reducir el tamaño de la llama.
Antes de la introducción del Primus, los hornillos de queroseno se construían de la misma manera que las lámparas de aceite, utilizaban una mecha para extraer el combustible del depósito, pero se producía una gran cantidad de hollín debido a una combustión incompleta. El diseño del hornillo Primus, que utilizaba la presión y el calor para vaporizar el queroseno antes de la ignición, daba como resultado una llama más eficiente y sin hollín. Debido a que no utilizaba mecha ni producía hollín, el hornillo Primus se anunciaba como el primero "sin hollín y sin mecha".